# Route des Tribunes
Ne doit pas être confondu avec Avenue des Tribunes.
La route des Tribunes est une voie située dans le 16e arrondissement de Paris, en France.

## Situation et accès
Elle se trouve à l'ouest du bois de Boulogne, avec le carrefour des Tribunes.

## Origine du nom
La voie est ainsi nommée car elle longe les tribunes de l'hippodrome de Longchamp.

## Bâtiments remarquables ou lieu de mémoire
Le long de la route se trouve un moulin, vestige de l'abbaye royale de Longchamp. C'est un élément décoratif de l'hippodrome de Longchamp, construit en 1857.
Au no 61 se trouve le golf de Longchamp, fondé en 1999.

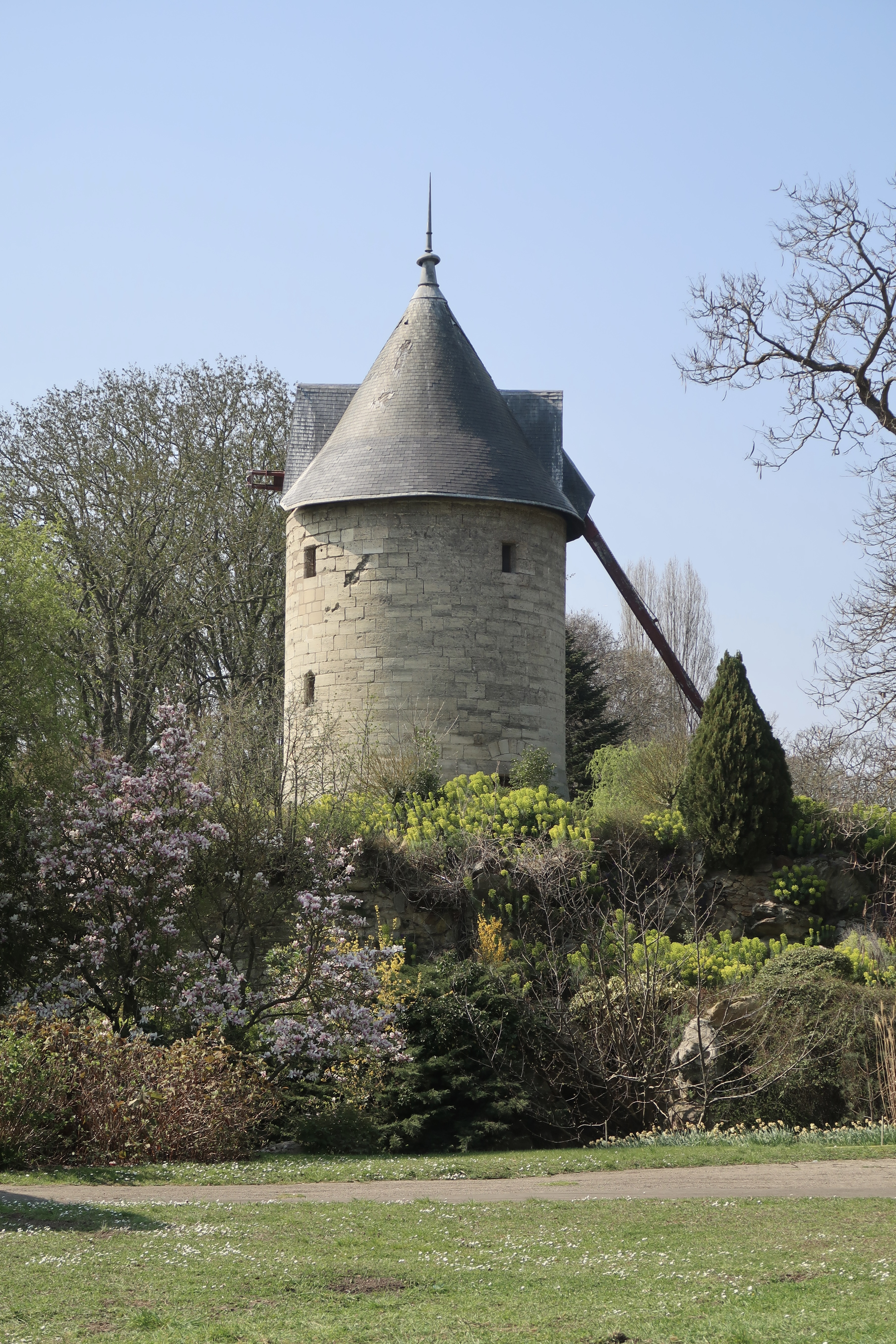
Moulin.

Une aire d'accueil des gens du voyage est aménagée côté sud-ouest de l'hippodrome en 2017,.